# Říše Liao
Říše Liao (kitansky Mos Jælud; mongolsky Лиао Улс; čínsky pchin-jinem Liáo Cháo, znaky zjednodušené 辽朝, tradiční 遼朝) neboli říše Kitanů (kitansky: Mos diau-d kitai huldʒi gur; mongolsky Хятан Гүрэн, Кидан Гүрэн; čínsky pchin-jinem Qìdān Guó, znaky zjednodušené 契丹国, tradiční 契丹國) byl kitanský stát existující v letech 907–1125 v Mandžusku a částech severní Číny, Mongolska a ruského Dálného východu.

## Historie
Za rok vzniku říše Liao je považován rok 907, kdy se A-pao-ťi stal velikým chánem kitanského státu a současně v Číně zanikla říše Tchang. A-pao-ťi se roku 916 prohlásil císařem říše Liao, již předtím zahájil expanzi kitanského státu, když si podrobil Tataby, kmeny severního Mandžuska, Džürčeny v Přímoří a nakonec roku 926 i Parhe ve východním Mandžusku a severní Koreji. Později Kitané získali ještě šestnáct krajů v severní Číně (okolí Pekingu). Čínská říše Sung a korejské Korjo vyplácely Kitanům tribut.
Napětí mezi tradičním kitanským uspořádáním společnosti a státu a čínskými praktikami a postupy prosazovanými liaoskými panovníky bylo určujícím rysem politického života říše. Toto napětí vedlo k sérii krizí při řešení nástupnictví; císařové říše Liao dávali přednost čínskému zvyku nástupnictví prvorozeného syna, kdežto velká část kitanských elit stála za tradiční volbou nejvhodnějšího kandidáta. Dualismus kitanských a čínských postupů se projevil i v administrativě, když A-pao-ťi zřídil dvě paralelní vlády. Severní správa řídila kitanské a nečínské oblasti podle kitanských způsobů, zatímco jižní úřady spravovaly oblasti osídlené Číňany při použití tradičních čínských úředních postupů. Rozdíly mezi Číňany a Kitany existovaly i ve společenském uspořádání; v kontrastu k jasně podřízenému postavení čínských žen měly Kitanky lepší postavení v rodině i společnosti.
Říše Liao byla zničena Džürčeny, kteří roku 1115 povstali, založili říši Ťin a v desetileté válce dobyli celé Liao. Roku 1121 uzavřela protikitanské spojenectví s Ťiny říše Sung, ale do bojů výrazněji nezasáhla.
Část kitanských bojovníků, družina člena panovnického rodu Jie-lü Ta-š’a a posádka pevnosti Che-tchun na řece Orchon ve středním Mongolsku, roku 1129 ustoupila před ťinskými vojsky do Sedmiříčí ve střední Asii. Založili zde nový stát, Karakitanský chanát s centrem v Balasagunu, který přetrval do roku 1218, kdy byl dobyt armádou Mongolské říše.